# Olympische Sommerspiele 2020/Teilnehmer (Mongolei)
| Gelbes Symbol für Goldmedaillen mit stilisierten Olympischen Ringen | Graues Symbol für Silbermedaillen mit stilisierten Olympischen Ringen | Braundes Symbol für Bronzemedaillen mit stilisierten Olympischen Ringen |
| ------------------------------------------------------------------- | --------------------------------------------------------------------- | ----------------------------------------------------------------------- |
| —                                                                   | 1                                                                     | 3                                                                       |

Die Mongolei nahm an den Olympischen Spielen 2020 in Tokio mit 43 Sportlern in zehn Sportarten teil. Es war die insgesamt 14. Teilnahme an Olympischen Sommerspielen.

## Medaillengewinner

### Silber
| Name          | Sportart | Wettkampf                |
| ------------- | -------- | ------------------------ |
| Saeid Mollaei | Judo     | Halbmittelgewicht Männer |

### Bronze
| Name                        | Sportart | Wettkampf                 |
| --------------------------- | -------- | ------------------------- |
| Tsend-Otschiryn Tsogtbaatar | Judo     | Leichtgewicht Männer      |
| Mönchbatyn Urantsetseg      | Judo     | Superleichtgewicht Frauen |
| Bat-Otschiryn Bolortujaa    | Ringen   | Bantamgewicht Frauen      |

## Teilnehmer nach Sportarten

### Basketball

#### 3×3 Basketball
| Wettbewerb    | Damen |
| ------------- | --- |
| Athleten      | Enchtaiwany Tschimeddolgor Onolbaataryn Chulan Bajasgalangiin Solongo Mönchsaichany Tserenlcham                     |
| Gruppenphase  | Italien (14–15) Vereinigte Staaten (9–21) Japan (10–19) ROC (5–21) Rumänien (14–22) Frankreich (18–22) China (9–21) |
| Viertelfinale | ausgeschieden |
| Halbfinale    | ausgeschieden |
| Finale        | ausgeschieden |
| Platzierung   | 8. Platz |

### Bogenschießen
| Athleten                                           | Wettbewerb | Qualifikation | Qualifikation | 1. Runde    | 1. Runde | 2. Runde      | 2. Runde      | Achtelfinale  | Achtelfinale  | Viertelfinale | Viertelfinale | Halbfinale    | Halbfinale    | Finale        | Finale        | Rang  |
| Athleten                                           | Wettbewerb | Ringe         | Rang          | Gegner      | Ergebnis | Gegner        | Ergebnis      | Gegner        | Ergebnis      | Gegner        | Ergebnis      | Gegner        | Ergebnis      | Gegner        | Ergebnis      | Rang  |
| -------------------------------------------------- | ---------- | ------------- | ------------- | ----------- | -------- | ------------- | ------------- | ------------- | ------------- | ------------- | ------------- | ------------- | ------------- | ------------- | ------------- | ----- |
| Frauen                                             |            |               |               |             |          |               |               |               |               |               |               |               |               |               |               |       |
| Bischindeegiin Urantungalag                        | Einzel     | 614           | 58            | A. Yamauchi | 2:6      | ausgeschieden | ausgeschieden | ausgeschieden | ausgeschieden | ausgeschieden | ausgeschieden | ausgeschieden | ausgeschieden | ausgeschieden | ausgeschieden | 33–64 |
| Männer                                             |            |               |               |             |          |               |               |               |               |               |               |               |               |               |               |       |
| Baatarchujag Otgonbold                             | Einzel     | 646           | 54            | J. Li       | 4:6      | ausgeschieden | ausgeschieden | ausgeschieden | ausgeschieden | ausgeschieden | ausgeschieden | ausgeschieden | ausgeschieden | ausgeschieden | ausgeschieden | 33–64 |
| Mixed                                              |            |               |               |             |          |               |               |               |               |               |               |               |               |               |               |       |
| Baatarchujag Otgonbold Bischindeegiin Urantungalag | Mannschaft | 1260          | 27            | —           | —        | —             | —             | ausgeschieden | ausgeschieden | ausgeschieden | ausgeschieden | ausgeschieden | ausgeschieden | ausgeschieden | ausgeschieden | 27    |

### Boxen
| Athleten                    | Wettbewerb              | 1. Runde      | 1. Runde | Achtelfinale  | Achtelfinale  | Viertelfinale   | Viertelfinale | Halbfinale    | Halbfinale    | Finale        | Finale        | Rang |
| Athleten                    | Wettbewerb              | Gegner        | Ergebnis | Gegner        | Ergebnis      | Gegner          | Ergebnis      | Gegner        | Ergebnis      | Gegner        | Ergebnis      | Rang |
| --------------------------- | ----------------------- | ------------- | -------- | ------------- | ------------- | --------------- | ------------- | ------------- | ------------- | ------------- | ------------- | ---- |
| Frauen                      |                         |               |          |               |               |                 |               |               |               |               |               |      |
| Mönchbatyn Mjagmardschargal | Mittelgewicht bis 75 kg | —             | —        | L. Price      | 0:5           | ausgeschieden   | ausgeschieden | ausgeschieden | ausgeschieden | ausgeschieden | ausgeschieden | 9    |
| Männer                      |                         |               |          |               |               |                 |               |               |               |               |               |      |
| Erdenebatyn Tsendbaatar     | Federgewicht bis 57 kg  | N. Okoth      | 3:2      | N. Văn Đương  | 5:0           | A. Batyrgasijew | 2:3           | ausgeschieden | ausgeschieden | ausgeschieden | ausgeschieden | 5    |
| Baatarsüchiin Tschindsorig  | Leichtgewicht bis 63 kg | E. Abduraimov | 1:4      | ausgeschieden | ausgeschieden | ausgeschieden   | ausgeschieden | ausgeschieden | ausgeschieden | ausgeschieden | ausgeschieden | 17   |

### Gewichtheben
| Athleten                        | Wettbewerb                    | Reißen  | Reißen | Stoßen  | Stoßen | Zweikampf | Zweikampf | Rang |
| Athleten                        | Wettbewerb                    | Gewicht | Rang   | Gewicht | Rang   | Gewicht   | Rang      | Rang |
| ------------------------------- | ----------------------------- | ------- | ------ | ------- | ------ | --------- | --------- | ---- |
| Frauen                          |                               |         |        |         |        |           |           |      |
| Mönchdschantsangiin Anchtsetseg | Schwergewicht bis 87 kg       | 110 kg  | 5      | 142 kg  | 3      | 252 kg    | 4         | 4    |
| Erdenebatyn Bilegsaichan        | Superschwergewicht über 87 kg | 87 kg   | 12     | 116 kg  | 13     | 203 kg    | 13        | 13   |

### Judo
| Athleten | Wettbewerb  | 1. Runde       | 1. Runde | 2. Runde           | 2. Runde | Achtelfinale  | Achtelfinale  | Viertelfinale     | Viertelfinale | Halbfinale / Trostrunde | Halbfinale / Trostrunde | Finale / Platz 3 | Finale / Platz 3 | Rang   |
| Athleten | Wettbewerb  | Gegner         | Ergebnis | Gegner             | Ergebnis | Gegner        | Ergebnis      | Gegner            | Ergebnis      | Gegner                  | Ergebnis                | Gegner           | Ergebnis         | Rang   |
| --- | ----------- | -------------- | -------- | ------------------ | -------- | ------------- | ------------- | ----------------- | ------------- | ----------------------- | ----------------------- | ---------------- | ---------------- | ------ |
| Frauen |             |                |          |                    |          |               |               |                   |               |                         |                         |                  |                  |        |
| Mönchbatyn Urantsetseg | bis 48 kg   | Freilos        | Freilos  | —                  | —        | M. D. Vargas  | 10:0          | S. Rishony        | 11:0          | D. Krasniqi             | 0s2:1s2                 | C. Costa         | 10:0             | Bronze |
| Lchagwasürengiin Sosorbaram | bis 52 kg   | D. Keldiyorova | 10:0     | —                  | —        | F. Kocher     | 0:1s1         | ausgeschieden     | ausgeschieden | ausgeschieden           | ausgeschieden           | ausgeschieden    | ausgeschieden    | 9      |
| Dordschsürengiin Sumjaa | bis 57 kg   | K. Kajzer      | 0:1s2    | —                  | —        | ausgeschieden | ausgeschieden | ausgeschieden     | ausgeschieden | ausgeschieden           | ausgeschieden           | ausgeschieden    | ausgeschieden    | 17     |
| Gankhaich Bold | bis 63 kg   | P. Alcaraz     | 10s1:0s1 | —                  | —        | K. Quadros    | 0s1:10s1      | ausgeschieden     | ausgeschieden | ausgeschieden           | ausgeschieden           | ausgeschieden    | ausgeschieden    | 9      |
| Munkhtsetseg Otgon | bis 78 kg   | I. Lanir       | 0:10     | —                  | —        | ausgeschieden | ausgeschieden | ausgeschieden     | ausgeschieden | ausgeschieden           | ausgeschieden           | ausgeschieden    | ausgeschieden    | 17     |
| Männer |             |                |          |                    |          |               |               |                   |               |                         |                         |                  |                  |        |
| Daschdawaagiin Amartüwschin | bis 60 kg   | T. Tsjakadoea  | 0s2:1s2  | —                  | —        | ausgeschieden | ausgeschieden | ausgeschieden     | ausgeschieden | ausgeschieden           | ausgeschieden           | ausgeschieden    | ausgeschieden    | 17     |
| Jondonperenlein Baschüü | bis 66 kg   | Freilos        | Freilos  | —                  | —        | D. Minkou     | 10s1:0s3      | H. Abe            | 0s1:1         | M. Lombardo             | 0s3:10s1                | ausgeschieden    | ausgeschieden    | 7      |
| Tsend-Otschiryn Tsogtbaatar | bis 73 kg   | Freilos        | Freilos  | M. Samba Bah       | 10:0     | C. Bessi      | 11:0s1        | A. Gjakova        | 1s1:0s1       | S. Ōno                  | 0s2:1s1                 | A. Margelidon    | 10:0             | Bronze |
| Saeid Mollaei | bis 81 kg   | Freilos        | Freilos  | D. Khamza          | 10s1:0s1 | M. Fatiyev    | 1:0s2         | T. Grigalaschwili | 10:1          | S. Borchashvili         | 10:0                    | T. Nagase        | 0:1s1            | Silber |
| Gantulgyn Altanbagana | bis 90 kg   | Freilos        | Freilos  | N. Sherazadishvili | 0:1s1    | ausgeschieden | ausgeschieden | ausgeschieden     | ausgeschieden | ausgeschieden           | ausgeschieden           | ausgeschieden    | ausgeschieden    | 17     |
| Lchagwasürengiin Otgonbaatar | bis 100 kg  | G. Minaškin    | 1s1:0s2  | —                  | —        | P. Paltchik   | 0s2:1s1       | ausgeschieden     | ausgeschieden | ausgeschieden           | ausgeschieden           | ausgeschieden    | ausgeschieden    | 9      |
| Öldsiibajaryn Düürenbajar | über 100 kg | B. Oltiboyev   | 0:10     | —                  | —        | ausgeschieden | ausgeschieden | ausgeschieden     | ausgeschieden | ausgeschieden           | ausgeschieden           | ausgeschieden    | ausgeschieden    | 17     |
| Mixed |             |                |          |                    |          |               |               |                   |               |                         |                         |                  |                  |        |
| Gantulgyn Altanbagana Gankhaich Bold Öldsiibajaryn Düürenbajar Saeid Mollaei Munkhtsetseg Otgon Dordschsürengiin Sumjaa Tsend-Otschiryn Tsogtbaatar | Mixed Team  | —              | —        | —                  | —        | Südkorea      | 4:1           | ROC               | 2:4           | Deutschland             | 2:4                     | ausgeschieden    | ausgeschieden    | 7      |

### Leichtathletik
Laufen und Gehen 
| Athleten                       | Wettbewerb | Runde 1 | Runde 1 | Halbfinale | Halbfinale | Finale    | Finale | Rang |
| Athleten                       | Wettbewerb | Zeit    | Rang    | Zeit       | Rang       | Zeit      | Rang   | Rang |
| ------------------------------ | ---------- | ------- | ------- | ---------- | ---------- | --------- | ------ | ---- |
| Frauen                         |            |         |         |            |            |           |        |      |
| Bajartsogtyn Mönchdsajaa       | Marathon   | —       | —       | —          | —          | 2:37:08 h | 45     | 45   |
| Männer                         |            |         |         |            |            |           |        |      |
| Tseweenrawdangiin Bjambadschaw | Marathon   | —       | —       | —          | —          | 2:21:32 h | 55     | 55   |
| Bat-Otschiryn Ser-Od           | Marathon   | —       | —       | —          | —          | DNF       | DNF    | DNF  |

### Ringen

#### Freier Stil
Legende: G = Gewonnen, V = Verloren, S = Schultersieg
| Athleten                      | Wettbewerb        | Achtelfinale   | Achtelfinale | Viertelfinale    | Viertelfinale | Halbfinale    | Halbfinale    | Hoffnungsrunde Halbfinale | Hoffnungsrunde Halbfinale | Hoffnungsrunde Finale | Hoffnungsrunde Finale | Finale        | Finale        | Rang   |
| Athleten                      | Wettbewerb        | Gegner         | Ergebnis     | Gegner           | Ergebnis      | Gegner        | Ergebnis      | Gegner                    | Ergebnis                  | Gegner                | Ergebnis              | Gegner        | Ergebnis      | Rang   |
| ----------------------------- | ----------------- | -------------- | ------------ | ---------------- | ------------- | ------------- | ------------- | ------------------------- | ------------------------- | --------------------- | --------------------- | ------------- | ------------- | ------ |
| Frauen                        |                   |                |              |                  |               |               |               |                           |                           |                       |                       |               |               |        |
| Tsogt-Otschiryn Namuuntsetseg | Klasse bis 50 kg  | Y. Susaki      | V 0:10       | ausgeschieden    | ausgeschieden | ausgeschieden | ausgeschieden | L. Yépez                  | G 5:0                     | M. Stadnik            | V 0:10                | ausgeschieden | ausgeschieden | 5      |
| Bat-Otschiryn Bolortujaa      | Klasse bis 53 kg  | R. Aquino      | G 4:0        | L. Valverde      | G 15:5        | M. Mukaida    | V 3:6         | —                         | —                         | J. Essombe            | G 14:4                | ausgeschieden | ausgeschieden | Bronze |
| Boldsaichany Chongordsul      | Klasse bis 57 kg  | M. Rivière     | G 7:5        | R. Kawai         | V 0:7         | ausgeschieden | ausgeschieden | F. Y. Camara              | G 10:0                    | H. Maroulis           | V 0:11                | ausgeschieden | ausgeschieden | 5      |
| Chürelchüügiin Bolortujaa     | Klasse bis 62 kg  | S. Malik       | G 2:2        | T. Jussein       | V 0:10        | ausgeschieden | ausgeschieden | ausgeschieden             | ausgeschieden             | ausgeschieden         | ausgeschieden         | ausgeschieden | ausgeschieden | 10     |
| Sorondsonboldyn Battsetseg    | Klasse bis 68 kg  | K. Larroque    | G 4:3        | C. Welijewa      | G 8:5         | B. Oborududu  | V 2:7         | —                         | —                         | M. Dschumanasarowa    | V 1:10                | ausgeschieden | ausgeschieden | 5      |
| Otschirbatyn Burmaa           | Klasse bis 76 kg  | H. Minagawa    | V 0:8        | ausgeschieden    | ausgeschieden | ausgeschieden | ausgeschieden | ausgeschieden             | ausgeschieden             | ausgeschieden         | ausgeschieden         | ausgeschieden | ausgeschieden | 15     |
| Männer                        |                   |                |              |                  |               |               |               |                           |                           |                       |                       |               |               |        |
| Erdenebatyn Bechbajar         | Klasse bis 57 kg  | A. Harutjunjan | G 6:1        | R. Atrinagharchi | V 1:5         | ausgeschieden | ausgeschieden | ausgeschieden             | ausgeschieden             | ausgeschieden         | ausgeschieden         | ausgeschieden | ausgeschieden | 9      |
| Tömör-Otschiryn Tulga         | Klasse bis 65 kg  | T. Otoguro     | V 3:6        | ausgeschieden    | ausgeschieden | ausgeschieden | ausgeschieden | I. Musukaev               | V 2:4                     | ausgeschieden         | ausgeschieden         | ausgeschieden | ausgeschieden | 9      |
| Mönchtöriin Lchagwagerel      | Klasse bis 125 kg | D. Chramjankou | G 8:4        | G. Cudinovic     | G 6:5         | G. Steveson   | V 0:5         | —                         | —                         | T. Akgül              | V 0:5                 | ausgeschieden | ausgeschieden | 5      |

### Schießen
| Athleten                                      | Wettbewerb               | Qualifikation   | Qualifikation | Finale          | Finale        | Ringe/ Scheiben | Rang |
| Athleten                                      | Wettbewerb               | Ringe/ Scheiben | Rang          | Ringe/ Scheiben | Rang          | Ringe/ Scheiben | Rang |
| --------------------------------------------- | ------------------------ | --------------- | ------------- | --------------- | ------------- | --------------- | ---- |
| Frauen                                        |                          |                 |               |                 |               |                 |      |
| Ojuunbatyn Jesügen                            | 10 m Luftgewehr          | 624             | 25            | ausgeschieden   | ausgeschieden | 624             | 25   |
| Tsolmonbaataryn Anudarj                       | 10 m Luftpistole         | 576             | 9             | ausgeschieden   | ausgeschieden | 576             | 9    |
| Otrjadyn Gündegmaa                            | 25 m Sportpistole        | 578             | 26            | ausgeschieden   | ausgeschieden | 578             | 26   |
| Männer                                        |                          |                 |               |                 |               |                 |      |
| Enchtaiwany Dawaachüü                         | 10 m Luftpistole         | 577             | 12            | ausgeschieden   | ausgeschieden | 577             | 12   |
| Enchtaiwany Dawaachüü                         | 25 m Schnellfeuerpistole | 565             | 23            | ausgeschieden   | ausgeschieden | 565             | 23   |
| Mixed                                         |                          |                 |               |                 |               |                 |      |
| Tsolmonbaataryn Anudarj Enchtaiwany Dawaachüü | 10 m Luftpistole         | 571             | 13            | ausgeschieden   | ausgeschieden | 571             | 13   |

### Schwimmen
| Athleten               | Wettbewerb    | Vorlauf | Vorlauf | Halbfinale    | Halbfinale    | Finale        | Finale        | Rang |
| Athleten               | Wettbewerb    | Zeit    | Rang    | Zeit          | Rang          | Zeit          | Rang          | Rang |
| ---------------------- | ------------- | ------- | ------- | ------------- | ------------- | ------------- | ------------- | ---- |
| Frauen                 |               |         |         |               |               |               |               |      |
| Batbajaryn Enchchüslen | 50 m Freistil | 27,29 s | 51      | ausgeschieden | ausgeschieden | ausgeschieden | ausgeschieden | 51   |
| Männer                 |               |         |         |               |               |               |               |      |
| Mjagmaryn Delgerchüü   | 50 m Freistil | 24,63 s | 48      | ausgeschieden | ausgeschieden | ausgeschieden | ausgeschieden | 48   |

### Tischtennis
| Athleten                 | Wettbewerb | Vorrunde     | Vorrunde | 1. Runde      | 1. Runde      | 2. Runde      | 2. Runde      | 3. Runde      | 3. Runde      | Achtelfinale  | Achtelfinale  | Viertelfinale | Viertelfinale | Halbfinale    | Halbfinale    | Finale/Platz 3 | Finale/Platz 3 | Rang  |
| Athleten                 | Wettbewerb | Gegner       | Erg.     | Gegner        | Erg.          | Gegner        | Erg.          | Gegner        | Erg.          | Gegner        | Erg.          | Gegner        | Erg.          | Gegner        | Erg.          | Gegner         | Erg.           | Rang  |
| ------------------------ | ---------- | ------------ | -------- | ------------- | ------------- | ------------- | ------------- | ------------- | ------------- | ------------- | ------------- | ------------- | ------------- | ------------- | ------------- | -------------- | -------------- | ----- |
| Frauen                   |            |              |          |               |               |               |               |               |               |               |               |               |               |               |               |                |                |       |
| Batmönchiin Bolor-Erdene | Einzel     | Fadwa Garci  | 4:1      | Paulina Vega  | 0:4           | ausgeschieden | ausgeschieden | ausgeschieden | ausgeschieden | ausgeschieden | ausgeschieden | ausgeschieden | ausgeschieden | ausgeschieden | ausgeschieden | ausgeschieden  | ausgeschieden  | 49–64 |
| Männer                   |            |              |          |               |               |               |               |               |               |               |               |               |               |               |               |                |                |       |
| Enchbatyn Lchagwasüren   | Einzel     | Nikhil Kumar | 1:4      | ausgeschieden | ausgeschieden | ausgeschieden | ausgeschieden | ausgeschieden | ausgeschieden | ausgeschieden | ausgeschieden | ausgeschieden | ausgeschieden | ausgeschieden | ausgeschieden | ausgeschieden  | ausgeschieden  | 65    |